# Maria Nichiforov
Maria Nichiforov, in seguito Mihoreanu (Crișan, 9 aprile 1951 – 24 giugno 2022), è stata una canoista rumena.
Vinse un bronzo olimpico e quattro medaglie ai campionati mondiali (una di argento e tre di bronzo).

## Palmarès

### Olimpiadi
- 1 medaglia:
  - 1 bronzo (Monaco di Baviera 1972 nel K-2 500 m)

### Mondiali
- 4 medaglie:
  - 1 argento (Città del Messico 1974 nel K-2 500 m)
  - 3 bronzi (Tampere 1973 nel K-4 500 m; Città del Messico 1974 nel K-4 500 m; Belgrado 1975 nel K-1 500 m)